# 그림자 물질
그림자 물질(shadow matter) 또는 거울 물질 또는 앨리스 물질은 물리학에서 보통의 물질에 대응하는 가설상의 물질이다.
현대물리에서는 3가지 형태의 공간 대칭성을 다룬다. 대칭, 회전, 평행이동이다.